# El sueño del pongo
El sueño del pongo (del quechua: Pongoq mosqoynin [Qatqa runapa willakusqan] ‘El sueño del pongo [cuento quechua]’), es un cuento que el escritor peruano José María Arguedas recogió de los labios de un campesino indígena del Cuzco y que publicó en 1965. Aunque no se trata de una creación original, posee una clara vinculación con la obra literaria arguediana, de filiación indigenista. 

## Contexto
En la introducción del relato, Arguedas informa que escuchó el cuento en Lima, de boca de un comunero indio de Qatqa (Qashqa o Ccatca), en la provincia de Quispicanchi, departamento del Cuzco y que no pudo precisar si se trataba de un cuento de tema quechua original; también menciona que había una versión muy diferente del mismo tema, contada por el antropólogo cuzqueño Óscar Núñez de Prado. En todo caso, Arguedas deja en claro que su intención era publicarlo solo por su valor literario, social y lingüístico, lo que hizo en 1965, año muy movido y difícil para el escritor. Al año siguiente ocurrió su primer intento de suicidio.

## Personajes principales
- El pongo, sirviente indio, “pequeño, de cuerpo miserable, de ánimo débil, todo lamentable; sus ropas, viejas.” No habla con nadie, trabaja callado y come en silencio.
- El patrón, gran señor de la hacienda, mandón, prepotente, abusivo, que humilla y maltrata al pongo delante de todos sus trabajadores.

Estos dos son los principales, aunque también se mencionan a otros siervos del patrón y a una cocinera mestiza, que serían los personajes secundarios. En el plano onírico, es decir en el sueño que relata el pongo, se mencionan a San Francisco, un ángel mayor, un ángel menor y un ángel viejo que luego rejuvenece.

## Resumen
Un siervo indio se dirige a la casa hacienda para cumplir su turno de pongo o sirviente, según la usanza feudal en las haciendas de la sierra peruana. Era un hombrecito de cuerpo esmirriado y con ropas viejas. Solo con verle, el patrón se burló de su aspecto y de inmediato le ordenó hacer la limpieza. El pongo se portaba muy servicial; no hablaba con nadie; trabajaba callado y comía solo. 
El patrón tomó la costumbre de maltratarlo y fastidiarlo delante de toda la servidumbre, cuando esta se reunía de noche en el corredor de la hacienda para rezar el Ave María. El patrón obligaba al pongo a que imitara a un perro o a una vizcacha; el pongo hacía todo lo que le ordenaba, lo que provocaba la risa del patrón, quien luego lo pateaba y lo revolcaba en el suelo. Incluso los demás siervos no podían contener la risa al ver tal espectáculo.
Y así pasaron varios días, hasta que una tarde, a la hora del rezo habitual, cuando el corredor estaba repleto de la gente de la hacienda, el pongo le dijo a su patrón: "Gran señor, dame tu licencia; padrecito mío, quiero hablarte". El patrón, asombrado de que el hombrecito se atreviera a dirigirle la palabra, le dio permiso, curioso por saber qué cosas diría. Entonces el pongo empezó a contarle al patrón lo que había soñado la noche anterior: ambos habían muerto y se encontraron desnudos ante los ojos de San Francisco, quien examinó los corazones de los dos. Luego, el santo ordenó que viniera un ángel mayor acompañado de otro menor que trajera una copa de oro llena de miel. El ángel mayor, levantando la copa, derramó la miel en el cuerpo del hacendado y lo enlució con ella desde la cabeza hasta los pies. Cuando le tocó su turno al pongo, San Francisco ordenó a un ángel viejo: "Oye viejo. Embadurna el cuerpo de este hombrecito con el excremento que hay en esa lata que has traído: todo el cuerpo, de cualquier manera, cúbrelo como puedas, ¡Rápido!" Entonces, el ángel viejo, sacando el excremento de la lata, lo embadurnó en todo el cuerpo del pongo, de manera tosca. 
Hasta allí parecía que esa era la justa retribución de ambos y así creyó entender el hacendado, que escuchaba atento tal relato. Sin embargo, el pongo advirtió rápidamente que allí no terminaba la historia, sino que San Francisco, luego de mirar fijamente a ambos, ordenó que se lamieran el uno al otro, en forma lenta y por mucho tiempo. El viejo ángel rejuveneció y quedó vigilando para que la voluntad de San Francisco se cumpliera.

## El Narrador
El narrador es impersonal. O en otras palabras, el relato está narrado en tercera persona.

## Formato De Composición
El relato cuenta con una introducción, donde el autor explica su origen y su importancia en el plano literario y lingüístico; sigue una dedicatoria, que es en memoria de un notable comunero indio de Umut, don Santos Quyuqusi Qataqamara, por cuya intercesión Arguedas pudo escuchar el cuento de boca de otro comunero. 
El relato mismo es muy breve, no cuenta con capítulos, y está expuesto de manera bilingüe (quechua y castellano).

## Análisis
En este cuento, como en otras obras literarias de Arguedas, se describe un aspecto característico de la sociedad andina de su tiempo: el abuso y la crueldad del hacendado hacia sus trabajadores indígenas. El hacendado suele ser un misti (mestizo) de cultura medianamente occidentalizada, que ejerce su explotación sobre la masa india de habla y tradición quechua. Los indios sirven al patrón como labradores de sus tierras (colonos) o sirvientes (pongos). El hacendado del cuento, solo por simple maldad, martiriza a su pongo, un ser sencillo y humilde, obligándolo a que imite a perros y vizcachas, para luego patearlo y revolcarlo en el suelo, exponiéndolo a la burla de los demás indios. El pongo resulta así la víctima más débil de un aberrante sistema socioeconómico y a modo de escape se inventa una realidad, expresada en su relato de su sueño, donde el patrón recibe el castigo merecido, resarciendo de alguna manera la injusticia que palpa todos los días.

## Mensaje
Este cuento nos hace meditar sobre la condición inhumana en la que mucha gente se halla todavía sumida, expresada en diversas formas de explotación, discriminación  y humillación sistemática, y que sobrellevan tal condición ante la indiferencia o complacencia del resto. Ante la imposibilidad de que el oprimido y humillado pueda revertir su situación, fruto de un aberrante sistema socioeconómico o cultural demasiado arraigado, el escritor nos muestra cómo la imaginación puede ser un recurso para conllevar tal situación extrema, y como mediante esta se puede guardar la ira y el resentimiento que inevitablemente habrá de estallar en algún momento, ya sea expresándola indirectamente al opresor, como lo hace el pongo o bien por la vía directa de la violencia, ambas salidas ciertamente muy legítimas.
El pongo es el típico ser despreciado, humillado y ofendido, por mostrarse demasiado humilde y callado (es decir, diferente al resto); el patrón es el arquetipo del explotador brutal y despótico, que puede ser el reflejo de cualquiera que ejerza una posición de jerarquía o posea un nivel socioeconómico más elevado; los demás indios que se ríen de la humillación que sufre el pongo representan a la gran masa embrutecida e indiferente, que se precian de no ser “iguales” al pongo.

## Vocabulario
- Chancaca: tableta rectangular hecha con la miel que se obtiene de la caña de azúcar. Es el azúcar de los pobres.
- Caserío: conjunto de casas en el campo.
- Pongo: trabajador indígena obligado a servir gratuitamente en la casa del patrón durante dos a tres meses.
- Vizcacha: pequeño roedor propio de la región andina.